# David Sears House
Das David Sears House befindet sich in der Bostoner Beacon Street im Stadtteil Beacon Hill. Es war eines der ersten Wohnhäuser der Stadt, für die Granit als Baumaterial verwendet wurde. Nachdem es 1966 bereits zum Contributing Property zum Beacon Hill Historic District erklärt worden war, wurde es 1970 als eigenständiges National Historic Landmark in das National Register of Historic Places eingetragen.

## Beschreibung
Das Gebäude wurde von Alexander Parris entworfen und in drei Bauphasen zwischen 1816 und 1875 im Federal Style errichtet. 1816 wurde das Haus zunächst zweistöckig und L-förmig begonnen und um 1824 in seiner Größe nahezu verdoppelt. 1875 folgte dann die Aufstockung auf 3 Stockwerke, und um 1900 folgte ein weiterer Anbau auf der Rückseite. Erster Bauherr und Namensgeber war der Händler, Philanthrop und Großgrundbesitzer David Sears (1787–1871). Einige Gravuren an der Vorderseite stammen von Solomon Willard.
1875 erwarb der Somerset Club das Gebäude, der es bis heute nutzt. Das Archaeological Institute of America unterhält dort ebenfalls Büros.